# 天野ゆかり
天野 ゆかり（あまの ゆかり）は、日本の看護師・介護福祉士・看護学者（介護福祉論・臨床倫理・医療介護人材）。修士（臨床人間科学）（静岡大学・2012年）。静岡県立大学経営情報学部講師・大学院経営情報イノベーション研究科講師。特定非営利活動法人ヒューマン・ケア支援機構理事。
静岡医療福祉センター児童部看護婦、昭和大学リハビリテーション病院看護婦、静岡県立大学短期大学部社会福祉学科講師などを歴任。

## 概要
専門は、介護福祉論・臨床倫理・医療介護人材など。アジアにおける高齢者介護が研究対象。静岡医療福祉センターの児童部や昭和大学のリハビリテーション病院にて看護婦として勤務したのち、静岡県立大学の短期大学部や経営情報学部にて教鞭を執った。

## 来歴

### 生い立ち
1991年（平成3年）4月、恩賜財団済生会が設置・運営する静岡医療福祉センターに採用され、児童部の看護婦として勤務した。1993年（平成5年）8月、昭和大学に転じ、リハビリテーション病院の看護婦として勤務した。2002年（平成14年）10月、静岡県立大学短期大学部 社会福祉学科非常勤嘱託員を兼任、主として介護福祉専攻の講義に携わった。その傍ら、放送大学に進学し、教養学部生活と福祉専攻にて学んだ。2005年（平成17年）9月、放送大学卒業に伴い、学士（教養）の学位を取得。また、2007年（平成19年）には、大学評価・学位授与機構より学士（看護学）の学位が授与された。

### 看護学者として
2007年（平成19年）6月、静岡県立大学短期大学部社会福祉学科助教に就任、主として介護福祉専攻の講義に携わった。その傍ら、静岡大学大学院人文社会科学研究科の臨床人間科学専攻にて学んだ。2012年（平成24年）3月、静岡大学大学院修士課程修了に伴い、修士（臨床人間科学）の学位を取得。2017年（平成29年）10月、静岡県立大学短期大学部社会福祉学科講師に昇任、引き続き主として介護福祉専攻の講義を担当した。2021年（令和3年）4月、静岡県立大学経営情報学部に異動、そちらの講師が本務となった。経営情報学部においては、主として経営情報学科の講義を担当した。また、静岡県立大学大学院経営情報イノベーション研究科講師を兼務、主として経営情報イノベーション専攻の講義を担当した。

## 研究
専門は看護学。特に、介護福祉論・臨床倫理・医療介護人材が研究対象。具体的には、アジアでの高齢者に対するケア、外国人の介護従事者の育成、在宅医療と介護に関する倫理を研究した。なお、看護師・介護福祉士の国家資格を保持する。
日本介護福祉学会・日本介護福祉教育学会・日本介護学会・日本生命倫理学会に所属。そのほか、特定非営利活動法人ヒューマン・ケア支援機構理事を務めた。

## 略歴
- 1991年 - 静岡医療福祉センター児童部看護婦[3]。
- 1993年 - 昭和大学リハビリテーション病院看護婦[3]。
- 2002年 - 静岡県立大学短期大学部社会福祉学科嘱託員[3]。
- 2005年 - 放送大学教養学部卒業[4]。
- 2007年 - 静岡県立大学短期大学部社会福祉学科助教[3]。
- 2012年 - 静岡大学大学院人文社会科学研究科修士課程修了[4]。
- 2017年 - 静岡県立大学短期大学部社会福祉学科講師[3]。
- 2021年 - 静岡県立大学経営情報学部講師[3]。
- 2021年 - 静岡県立大学大学院経営情報イノベーション研究科講師。

## 著作

### 編纂
- 松田純ほか編集『こんなときどうする？　在宅医療と介護』南山堂、2014年。ISBN 978-4-525-52221-6
- 松田純ほか編集『ケースで学ぶ認知症ケアの倫理と法』南山堂、2017年。ISBN 978-4-525-50611-7

### 寄稿、分担執筆、等
- 宮崎里司ほか編著『外国人看護・介護人材とサスティナビリティ——持続可能な移民社会と言語政策』くろしお出版、2018年。ISBN 978-4-87424-755-6

### 註釈
1. ↑  看護婦は、2002年3月1日以降の看護師に相当する。
2. ↑  静岡県立大学短期大学部は、2007年に静岡県から静岡県公立大学法人に移管された。